# Psychomyia lumina
Psychomyia lumina is een schietmot uit de familie Psychomyiidae. De soort komt voor in het Nearctisch gebied.